# Armuña de Almanzora
Armuña de Almanzora – gmina w Hiszpanii, w prowincji Almería, w Andaluzji, o powierzchni 7,95 km². W 2011 roku gmina liczyła 340 mieszkańców.